# Чарльз, Кен
Кеннет «Кен» М. Чарльз (англ. Kenneth "Ken" M. Charles; род. 10 июля 1951) — тринидадский профессиональный баскетболист, выступавший в Национальной баскетбольной ассоциации за клубы «Баффало Брейвз» и «Атланта Хокс». Играл на позиции атакующего защитника.

## Биография
Чарльз учился в подготовительной школе Бруклина, затем в Фордемском университете. Он был лучшим игроком университетской баскетбольной команды. На момент выпуска он с 1697 набранными очками был самым результативным игроком в истории Фордема. На четвёртом курсе он установил три командных рекорда — по набранным очкам (679), по результативным броскам с игры (275) и по общему количеству бросков за игру. Свой последний сезон в студенческом баскетболе Чарльз проводил, набирая 24,3 очка в среднем за игру. В 1980 году Чарльз был принят в зал спортивной славы Фордема.
На драфте Национальной баскетбольной ассоциации 1973 года Чарльз был выбран в третьем раунде под общим 38-м номером клубом «Баффало Брейвз». Одновременно в седьмом раунде драфта Американской баскетбольной ассоциации его под общим 63-м номером выбрал клуб «Нью-Йорк Нетс». Чарльз предпочёл выступать за «Брейвз». В первом сезоне он был запасным игроком, подменяющим на площадке основных защитников Рэнди Смита и Эрни Дигрегорио. В сезоне 1974/1975 после травмы Дигрегорио Чарльз получил больше игрового времени. Сезон 1975/1976 он вновь начинал запасным, но в декабре 1975 года тренер Джек Рэмси после шести поражений подряд отправил Дигрегорио на скамейку, а Чарльза сделал игроком стартовой пятёрки. 5 декабря в матче с «Кливленд Кавальерс» впервые в сезоне вышедший в стартовой пятёрке Кен Чарльз установил личный рекорд результативности в НБА, набрав 24 очка, к которым добавил 7 передач, 3 перехвата и 4 подбора. «Брейвз» одержали крупнейшую за шесть лет своего существования победу со счётом 125:88. Чарльз оставался стартовым разыгрывающим команды до конца сезона, в котором благодаря своей хорошей прыгучести сумел сделать наибольшее количество блок-шотов среди защитников лиги.
16 июня 1976 года «Брейвз» обменяли Чарльза вместе с Диком Гиббсом и денежными отчислениями в клуб «Атланта Хокс» на Тома Ван Эрсдэйла. В Атланте Чарльз провёл полтора сезона. 8 декабря 1977 года он был уволен клубом и больше не играл в НБА.

## Статистика

### Статистика в НБА
| Сезон                                                                                    | Команда | Регулярный сезон | Регулярный сезон | Регулярный сезон | Регулярный сезон | Регулярный сезон | Регулярный сезон | Регулярный сезон | Регулярный сезон | Регулярный сезон | Регулярный сезон | Регулярный сезон | Серия плей-офф | Серия плей-офф | Серия плей-офф | Серия плей-офф | Серия плей-офф | Серия плей-офф | Серия плей-офф | Серия плей-офф | Серия плей-офф | Серия плей-офф | Серия плей-офф |
| Сезон                                                                                    | Команда | GP               | GS               | MPG              | FG%              | 3P%              | FT%              | RPG              | APG              | SPG              | BPG              | PPG              | GP             | GS             | MPG            | FG%            | 3P%            | FT%            | RPG            | APG            | SPG            | BPG            | PPG            |
| ---------------------------------------------------------------------------------------- | ------- | ---------------- | ---------------- | ---------------- | ---------------- | ---------------- | ---------------- | ---------------- | ---------------- | ---------------- | ---------------- | ---------------- | -------------- | -------------- | -------------- | -------------- | -------------- | -------------- | -------------- | -------------- | -------------- | -------------- | -------------- |
| 1973/74                                                                                  | Баффало | 59               |                  | 11,7             | 47,6             |                  | 67,1             | 1,1              | 0,9              | 0,5              | 0,2              | 3,9              | 2              |                | 5,0            | 75,0           |                | -              | 1,0            | 0,0            | 0,0            | 0,0            | 3,0            |
| 1974/75                                                                                  | Баффало | 79               |                  | 21,4             | 46,6             |                  | 82,2             | 2,1              | 2,2              | 1,1              | 0,3              | 7,6              | 7              |                | 29,7           | 40,0           |                | 72,7           | 1,9            | 2,6            | 0,9            | 0,7            | 7,4            |
| 1975/76                                                                                  | Баффало | 81               |                  | 27,7             | 45,6             |                  | 78,5             | 2,7              | 2,5              | 1,5              | 0,6              | 10,1             | 9              |                | 26,4           | 40,0           |                | 69,2           | 2,9            | 1,6            | 0,8            | 0,7            | 5,9            |
| 1976/77                                                                                  | Атланта | 82               |                  | 30,3             | 41,4             |                  | 80,1             | 2,0              | 3,6              | 1,7              | 0,5              | 11,1             | Не участвовал  | Не участвовал  | Не участвовал  | Не участвовал  | Не участвовал  | Не участвовал  | Не участвовал  | Не участвовал  | Не участвовал  | Не участвовал  | Не участвовал  |
| 1977/78                                                                                  | Атланта | 21               |                  | 24,8             | 39,7             |                  | 84,0             | 1,1              | 3,9              | 1,2              | 0,2              | 9,0              | Не участвовал  | Не участвовал  | Не участвовал  | Не участвовал  | Не участвовал  | Не участвовал  | Не участвовал  | Не участвовал  | Не участвовал  | Не участвовал  | Не участвовал  |
|                                                                                          | Всего   | 322              |                  | 23,7             | 44,1             |                  | 78,9             | 2,0              | 2,5              | 1,3              | 0,4              | 8,5              | 18             |                | 25,3           | 41,2           |                | 70,8           | 2,3            | 1,8            | 0,7            | 0,6            | 6,2            |
| Наведите курсор мыши на аббревиатуры в заголовке таблицы, чтобы прочесть их расшифровку. |         |                  |                  |                  |                  |                  |                  |                  |                  |                  |                  |                  |                |                |                |                |                |                |                |                |                |                |                |